# لین هوی فانگ
لین هوی فانگ (انگلیسی: Lin Hui-fang؛ زادهٔ ۶ اکتبر ۱۹۷۳) بازیکن فوتبال اهل چین است.
وی همچنین در تیم ملی فوتبال زنان تایوان بازی کرده‌است.